# Metamorphosen
Metamorphosen, estudi per a 23 cordes solistes (TrV 290, AV 142), és una composició de Richard Strauss per a deu violins, cinc violes, cinc violoncels i tres contrabaixos, que dura entre 25 i 30 minuts. El va compondre durant els últims mesos de la Segona Guerra Mundial, des d'agost de 1944 fins al març de 1945. La peça va ser encarregada per Paul Sacher, el fundador i director de la Basler Kammerorchester i del Collegium Musicum Zürich, a qui Strauss la va dedicar. Va ser interpretada per primera vegada el 25 de gener de 1946 per Sacher i el Collegium Musicum Zürich, amb Strauss dirigint l'assaig final.

## Història de la composició
El 1944, Strauss es trobava en mal estat de salut i necessitava visitar el balneari suís de Baden, prop de Zúric. Però no va poder obtenir el permís del govern nazi per viatjar a l'estranger. Karl Böhm, Paul Sacher i Willi Schuh van idear un pla per aconseguir el permís de viatge: un encàrrec de Sacher i una invitació a l'estrena a Zúric. L'encàrrec es va fer en una carta de Böhm el 28 d'agost de 1944, per a una "suite per a cordes". Strauss va respondre que feia temps que treballava en un adagio per a 11 cordes. De fet, els seus primers treballs sobre Metamorphosen van ser per a un septet (2 violins, 2 violes, 2 violoncels i un baix). La data d'inici de la partitura és el 13 de març de 1945, cosa que suggereix que la destrucció de l'⁣Òpera de Viena el dia anterior va donar a Strauss l'impuls per acabar l'obra i unificar els seus esbossos previs en només un mes (finalitzada el 12 d'abril de 1945).
Com en les seves altres obres tardanes, Strauss construeix la música a partir d'una sèrie de petites idees melòdiques "que són el punt de partida per al desenvolupament de tota la composició". En aquest desplegament d'idees "Strauss aplica aquí tots els mitjans retòrics desenvolupats al llarg dels segles per expressar el dolor". Però també alterna passatges en clau major que expressen esperança i optimisme amb passatges de tristesa, com en els finals tant de la 6a simfonia de Gustav Mahler com de la 6a simfonia de Piotr Ilitx Txaikovski. L'estructura general de la peça és "una introducció lenta, una secció central ràpida i un retorn al tempo inicial més lent", que fa ressò de l'estructura de Mort i transfiguració.
Hi ha cinc elements temàtics bàsics a Metamorphosen. En primer lloc, hi ha els acords inicials. En segon lloc, hi ha la repetició de tres notes curtes seguides d'una quarta nota llarga. En tercer lloc, hi ha la cita directa del compàs 3 de la "Marcia funebre" de la Simfonia Heroica de Beethoven. En quart lloc, hi ha un tema menor amb trios. En cinquè lloc, apareix el tema líric, "que esdevé la font de gran part de la música contrastant en tonalitats majors i més lluminoses".  El segon tema no es manté per si mateix, sinó que precedeix el tercer i el quart. La seva font més òbvia és la 5a simfonia de Beethoven, per exemple la repetició curta-curta-curta-llarga de sol tocada per les trompes en el tercer moviment. Però té altres progenitors: el Finale de la Simfonia Júpiter de Mozart (un dels favorits personals de Strauss com a director) i la Fuga de la Sonata per a violí solista de Bach en sol menor BWV 1001. Strauss també el va utilitzar en el Concert per a oboè, escrit només uns mesos després de Metamorphosen, mostrant "un exemple notable dels vincles temàtics entre les darreres obres instrumentals". També havia utilitzat aquest motiu més de 60 anys abans en la seva Sonata per a piano de 1881.
Al final de Metamorphosen, Strauss cita els primers quatre compassos de "Marcia funebre" de l'Heroica amb l'anotació "IN MEMORIAM!" a la part inferior. Metamorphosen mostra el complex contrapunt pel qual Strauss va mostrar una predilecció al llarg de la seva vida.

## Metamorphoseni elVals Memorial de Múnic
Una de les peces en què Strauss havia treballat abans de Metamorphosen va ser el moviment orquestral Vals Memorial de Múnic, esbossos del qual apareixen al mateix quadern en què Strauss va començar els esbossos per Metamorphosen. El Vals Memorial de Múnic té un compàs diferent (Metamorphosen està en 4/4) i es basa en diferents materials temàtics, inclòs un vals i altres temes de l'òpera Feuersnot relacionats amb el foc. De fet, el vals de Múnic es basa principalment en la música que Strauss va escriure per a una pel·lícula de 1939 sobre Múnic, que s'ha anomenat Gelegenheitswalzer ("Vals ocasional") i es va estrenar el 24 de maig de 1939. A finals de 1944 i 1945 Strauss va dibuixar una mica de música en temps de vals descrita al seu quadern de dibuixos com Trauer um München ("Dol per a Múnic"). Aquesta música es va combinar finalment amb la peça de 1939 com a secció central, titulada "Minore - In Memoriam". La nova peça es va acabar el 24 de febrer de 1945 i el subtítol Gelegenheitswaltzer va ser substituït per Gedächtniswalzer ("Vals Memorial"). El vals commemoratiu de Munic (TrV 274a i AV 140) dura uns 9 minuts, i es va publicar i interpretar per primera vegada l'any 1951. Timothy L. Jackson creu que els estudiosos que interpreten els primers esbossos de München com l'origen de Metamorphosen tenen un cas feble, fins i tot insostenible.